# Hussein Onn
Hussein bin Dato' Onn (Johor Bahru, 12 febbraio 1922 – South San Francisco, 28 maggio 1990) è stato un politico malese.
È stato Primo ministro della Malaysia dal gennaio 1976 al luglio 1981.